# Inspector Gadget 2
Inspector Gadget 2 (br: Inspetor Bugiganga 2) é um filme estadunidense, do gênero comédia, dirigido por Alex Zamm e produzido pela Walt Disney Pictures. Sua estreia se deu em 11 de Maio de 2003.

## Elenco
- French Stewart...John Brown/Inspetor Bugiganga
- Elaine Hendrix... G2
- Tony Martin... Sanford Scolex/Dr. Garra (agora sem rosto)
- Caitlin Wachs... Penny Brown
- Mark Mitchell... Chefe Quimby
- Sigrid Thornton... Prefeita Wilson
- Bruce Spence... Dr. Baxter
- Alethea McGrath... Sra. Quimby
- John Batchelor... McKibble
- James Wardlaw... Brick
- Jeff Bennett... Miolo